# Црна чоколада
Црна чоколада је врста чоколаде направљена од какаоа, какао путера и шећера. Црна чоколада без додатка заслађивача је позната као горка чоколада, незаслађена чоколада, обична чоколада или 100% чоколада. Црна чоколада има већи проценат какаа од бијеле чоколаде, млијечне чоколаде и других врста чоколаде. Црна чоколада је цијењена због тврдњи о здравственим бенефитима, које су непотврђене и сматра се за софистициран избор чоколаде. Слично млијечној и бијелој чоколади, црна чоколада се користи за прављење чоколадних плочица и као премаз у кондиторској индустрији.
Црна чоколада је стекла велики дио популарности након покушаја француских произвођача чоколаде у касном 20. вијеку да успоставе склоност ка црној чоколади код Француза, над млијечном чоколадом. Због високог процента какаоа, црна чоколада може да садржи посебно велике количине тешких метала као што су олово и кадмијум. Од 2024. године предвиђа се да ће тржиште црне чоколаде расти за преко 9% годишње у наредне четири године, што је посебно подстакнуто растом на европском тржишту.
Црна чоколада има горак и интензивнији укус од других врста чоколаде. Укус зависи од квалитета какао зрна и какао путера који се користе као састојци. Прављење црне чоколаде укључује процес мијешања, рафинирања, конширања и стандардизације. Државни и индустријски стандарди о томе који производи могу бити означени као „црна чоколада“ разликују се у зависности од земље и тржишта.

## Историја
Након почетка узгоја какао дрвета прије више од 5000 година, аутохтони Американци почели су да производе какао напитке. Најранија популација за коју се зна да је користила биљку какаа су древни народ Мајо-Чинчипе из данашњег Еквадора, око 3300. године п. н. е. Иако је нејасно када су безалкохолна пића са какаоом по први пут конзумирана, неки академици тврде да се то догодило до 1650. п. н. е, док други академици тврде да се то догодило око 1800. године п. н. е. односно да је древни народ Олмека из данашњег Мексика и Централне Америке први конзумирао овакве напитке са какаоом. Када су шпански конквистадори први пут пробали чоколаду око 1520. године, постојало је много различитих варијација какао напитака, од којих се једна, направљена у Гватемали, називала чоколадом. Након што је ова област постала доминантна у производњи какаоа у каснијем 16. вијеку, чоколада је постала ријеч за сва пића на бази какаоа. Европљани су прилагодили чоколаду укусу Старог свијета, додали су шећер, а након што су је донијели у Европу, проширила се и постала је популарна међу елитом. Током наредних вјекова црна чоколада је једноставнија и мање зачињена.
Кунрат Јоханес ван Хаутен је 1828. добио патент за производни процес за прављење холандског какаоа; уклонио је какао путер из какао ликера и тиме је створио услове за масовну производњу. Британски произвођач чоколаде Fry's је 1847. године створио прву модерну чоколадицу, а током следећег вијека она ће бити унапријеђена. Са проналаском модерне млијечне чоколаде 1875. године, скован је термин црна чоколада (енгл. dark chocolate) ради разликовања традиционалне чоколаде од нове врсте чоколаде. До 1899. године у Сједињеним Америчким Државама, црна чоколада се сматрала храном за мушкарце и неприкладном за децу. Током два свјетска рата, црна чоколада је обогаћена витаминима А, Б1, Б2, Ц, Д, ниацином и понекад калцијумом, како би се спријечила потхрањеност. Почевши од 1930-их и 1960-их, британски произвођачи чоколаде Rowntree's и Cadbury почели су да брендирају своје производе од црне чоколаде кроз довођење у везу са женама из више класе приликом рекламних кампања. Ово је био одговор на истраживање тржишта тог времена које је тврдило да су црну чоколаду фаворизовали виши друштвени слојеви, у поређењу са радничком класом која је више волела млијечну чоколаду.
Током касних 1970-их, када је цијена какаоа била веома ниска, укус француских познавалаца снажно се окренуо у корист црне чоколаде и против млијечне чоколаде након заговарања чоколадара Роберта Линкеа. Током наредне деценије, организована кампања широм Француске имала је за циљ да подстакне јавност да цијени црну чоколаду домаће производње и софистицираног укуса. Технолози и произвођачи су заједно радили на стварању стандарда укуса користећи концепте позајмљене од познаваоца вина. Ово је мотивисано страним фирмама које су заузеле дијелове француског тржишта кондиторских производа на рачун локалних чоколада. Истовремено, висококвалитетној црној чоколади су се због садржаја теобромина почели приписивати психоактивни, а можда и афродизијачки квалитети.
Током 1990-их, француски стандарди по питању укуса црне чоколаде, који су постали масовно прихваћени, прихваћени су у САД. Ови стандарди, објављени у документима попут водича за дегустацију чоколаде, евоцирали су тероар, сорте пасуља и раст имања. Промовисане су чоколаде са високим садржајем какаоа и новим укусима (као што су бибер, ђумбир и коморач). Ове чоколаде су биле знатно скупље од чоколада које су претходно конзумиране. До касних 2000-их, склоност ка црној чоколади је виђена као знак „пробирљивог укуса“ у Сједињеним Америчким Државама.

## Особине
Црна чоколада је тврђа од млијечне, због величине честица и садржаја масти и лецитина. Црна чоколада има горак и интензивнији укус од млијечне чоколаде, због већег удјела какао масе, која садржи теобромин, кофеин, л-леуцин и катехин флавоноиде. У поређењу са другим врстама чоколаде, квалитет какао зрна је важнији за укус, а какао путер са најјачим укусом користи се за црну чоколаду. Црна чоколада може, између осталог, имати загорени, чоколадни, димљени, орашасти и кисео укус. Ове варијације су посебно примјетне међу црним чоколадама које користе какао зрна порекла из једног извора (земље, локације). Док је привлачност укуса слатке и млијечне чоколаде често одмах очигледна, сложенији укуси црне чоколаде могу довести до тога да је ка црној чоколади потребно развити афинитет.
Црна чоколада садржи 60 једињења која доприносе укусу, од којих се 33 сматрају посебно важним. Основна и неутрална једињења стварају „чоколадни“ укус, док су кисела једињења доприносе слатком укусу. Нека од ових једињења су производ Мејардових реакција. Неки произвођачи примјењују процес старења црне чоколаде да би побољшали укус. Ово се ради најмање неколико недеља, а расправља се да ли је пожељно старење дуже. Антиоксиданси у чврстим материјама какаоа су одговорни за очување чоколаде; црна чоколада има рок трајања око двије године, дужи од млијечне чоколаде. Боја ове врсте чоколада може бити у нијансама од махагонија до црне.

## Здравствени ефекти

### Исхрана
Хранљиве материје у црној чоколади укључују 46% угљених хидрата, 43% масти, 8% протеина и 1% воде (на сто грама производа). На 100 грама, црна чоколада садржи 600 калорија прехрамбене енергије и богат је извор (дефинисано као више од 20% дневне вриједности, ДВ) неколико дијететских минерали, укључујући бакар, гвожђе, магнезијум, манган, фосфор, калијум и цинк.

### Истраживање
Иако се црна чоколада популарно сматра здравом храном, спроведена су само ограничена висококвалитетна клиничка истраживања како би се процијенили ефекти на здравље и утврђене су тек минималне промјене на здравље након краткорочног конзумирања црне чоколаде у већој количини. Недавна студија из 2024. године показала је да су они који су конзумирали више од пет порција црне чоколаде седмично имали око 20% мањи ризик од развоја дијабетеса типа 2.
Флаваноли који се налазе у црној чоколади укључују мономере катехин и епикатехин и (у мањој мјери) полимерне процијанидине. Да бисте конзумирали довољно какао флаванола за претпостављене ефекте, за који се тврди у неким ограниченим студијама, потребно је појести најмање око 135 грама црне чоколаде дневно, што подразумијева и унос значајних количина шећера и засићених масти. Индустрија чоколаде, а посебно Mars, Incorporated, финансирала је истраживање за промовисање чоколаде као здраве хране. Од 2018. године, предузеће Mars је финансирало више од 150 студија о какао флаванолима од 1980-их. Те године су рекли да више неће покушавати да имплицирају да је чоколада здрава храна.
Систематска анализа ефеката чоколаде и какаоа на здравље из 2021. открио је да још увијек нису спроведена висококвалитетна истраживања за процјену физиолошких исхода. Једини уочени ефекти на здравље била су побољшања липидних профила; контролни субјекти нису показали значајне разлике у погледу кожних, кардиоваскуларних, антропометријских, когнитивних и квалитетних промјена.